# Meganephria bimaculosa
Meganephria bimaculosa là một loài bướm đêm trong họ Noctuidae.

## Hình ảnh

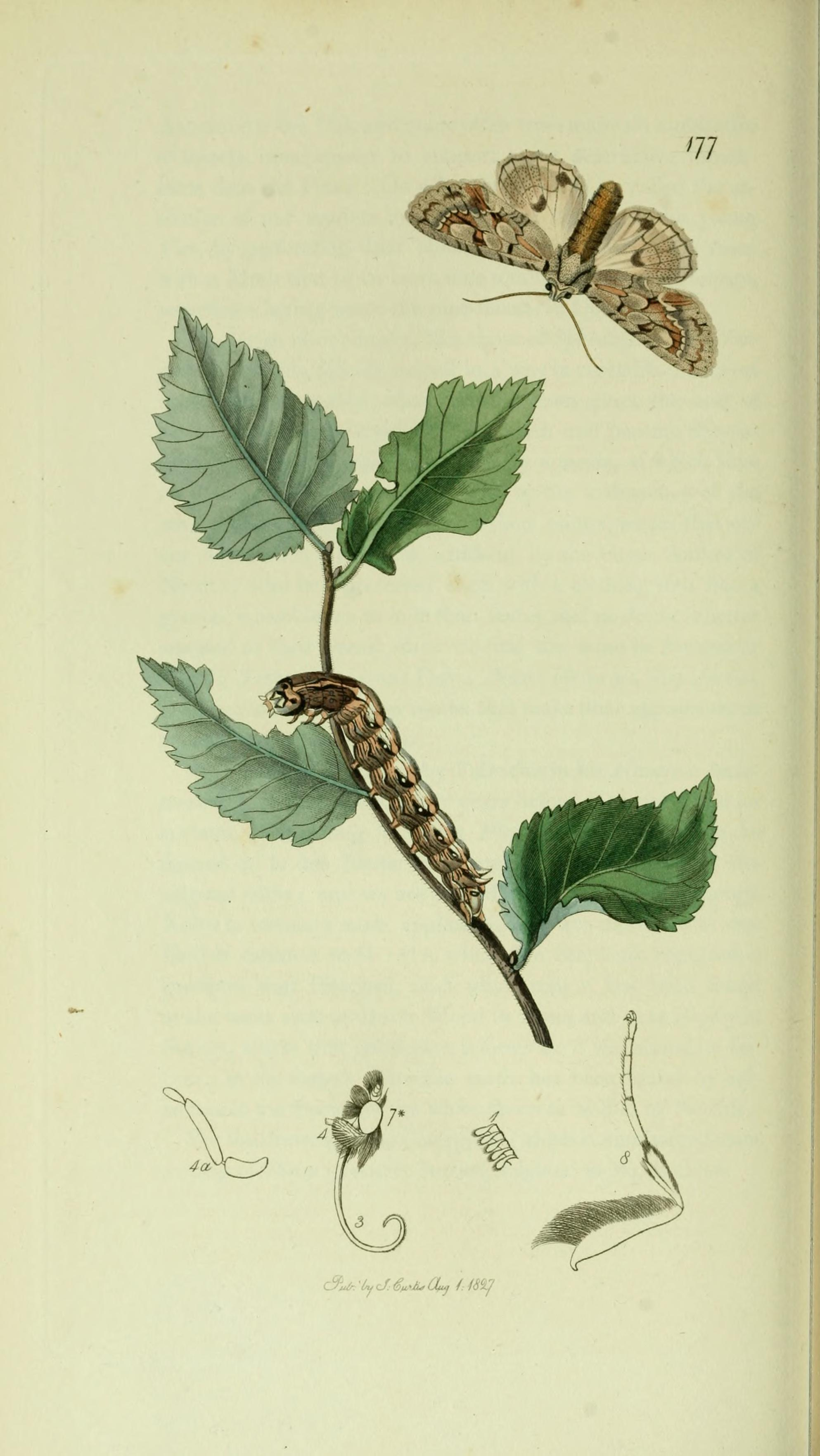
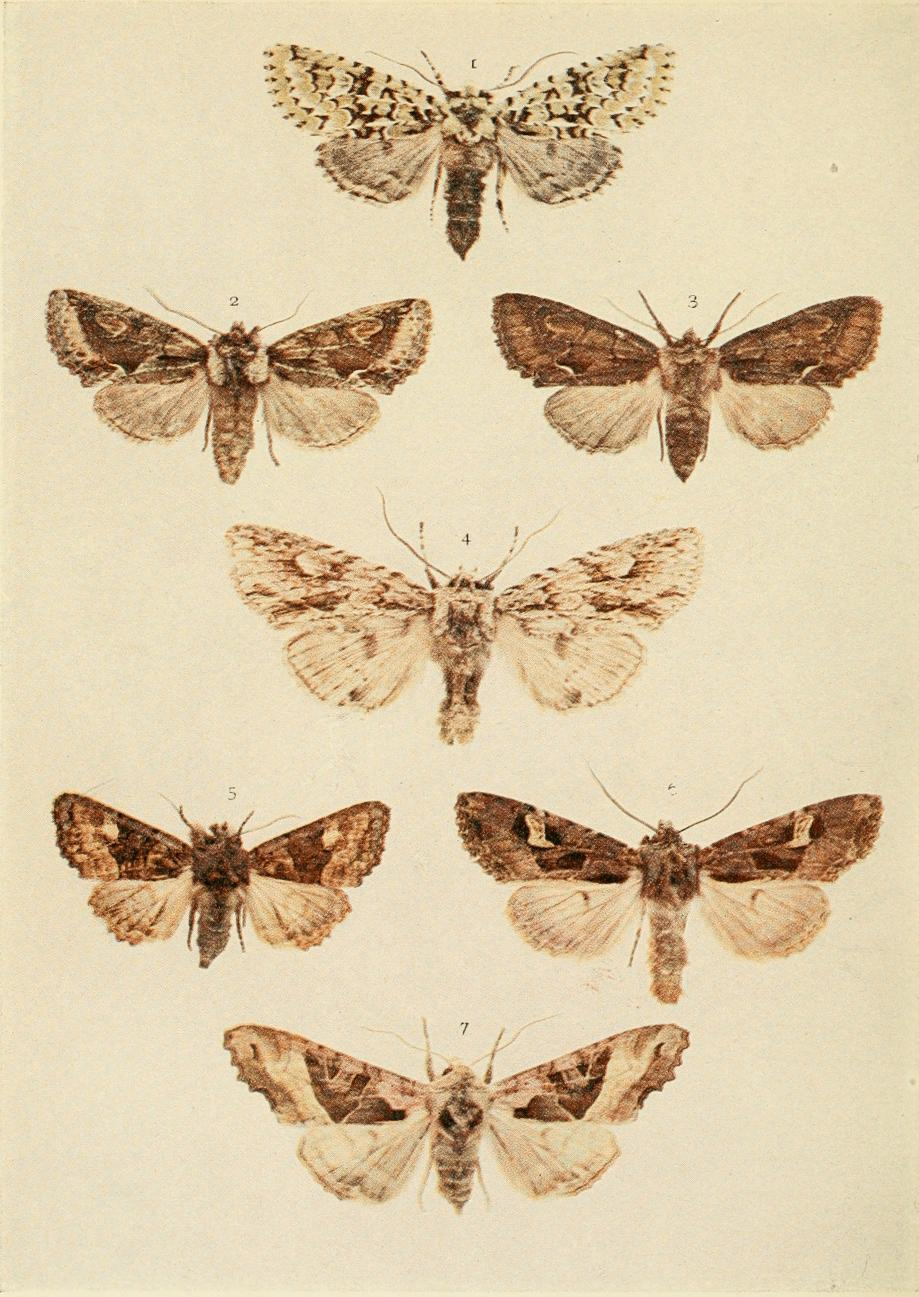